# Rainbichl
Der Rainbichl ist ein 544 m, nach anderen Quellen 547 m hoher Hügel etwa 500 Meter nördlich von Tyrlaching im Landkreis Altötting. Er ist der höchstgelegene Punkt des Landkreises Altötting und als Aussichtsberg bekannt. Der Blick reicht unter anderem im Südwesten über den gesamten Rupertiwinkel bis zu den Alpen. Der Hügel ist großteils von landwirtschaftlichen Flächen bedeckt, in seinem Norden erstreckt sich ein kleinerer Laubwald. Ein einzelstehender Baum nahe dem Gipfel ist als Naturdenkmal ausgewiesen.